# Hof (Noruega)
Hof és un antic municipi situat al comtat de Vestfold, Noruega. Té 3.163 habitants (2016) i la seva superfície és de 163,12 km². El centre administratiu del municipi és el poble homònim. Va ser establert l'1 de gener de 1938.

## Informació general

### Nom
El nom del municipi prové de l'antiga granja de Hof, des que la primera església va ser construïda en aquell lloc. El nom és idèntic a la paraula hof la qual significa "temple pagà".

### Escut d'armes
L'escut d'armes és modern. Se'ls va concedir el 17 de juliol de 1992. Mostra tres nimfeàcies daurades sobre fons vermell. Aquest disseny va ser escollit per representar els nombrosos petits llacs al municipi. Són tres per representar les tres parròquies al municipi. Va ser dissenyat per Geir Helgen de Buskerud.

## Geografia
El municipi cobreix 164 km² (63 m²) dels quals 140 són terra. D'aquests 140 km² de terra: 17.9 km² són granges i 125.1 km² són boscos.

## Economia
L'economia de Hof està basada principalment en l'agricultura i l'enginyeria de muntanyes, sent el seu major indústria la serradora. Hof es troba a la millor zona climàtica per a l'agricultura a Noruega. Un dels seus majors productes agrícoles és el blat. Aquest municipi també és conegut pels seus grans recursos de caça i pesca.